# Žernov (Hradec Králové)
Žernov é uma comuna checa localizada na região de Hradec Králové, distrito de Náchod‎.